# Рибно (Поморське воєводство)
Рибно (пол. Rybno) — село в Польщі, у гміні Ґневіно Вейгеровського повіту Поморського воєводства.
Населення — 681 особа (2011).
У 1975-1998 роках село належало до Гданського воєводства.

## Демографія
Демографічна структура станом на 31 березня 2011 року:
|          | Загалом | Допрацездатний вік | Працездатний вік | Постпрацездатний вік |
| -------- | ------- | ------------------ | ---------------- | -------------------- |
| Чоловіки | 365     | 104                | 242              | 19                   |
| Жінки    | 316     | 79                 | 201              | 36                   |
| Разом    | 681     | 183                | 443              | 55                   |